# 森山漠
森山 漠（もりやま ひろし）は、日本のラグビー選手。

## プロフィール
- 兵庫県三田市出身[1]。
- 周りからバクと呼ばれている[2]。

## 来歴
高校からラグビーを始めた。
清水谷高校卒業後、関西大学に入る。
関西大学卒業後、2014年、ラグビーチームユニフォームのボディーペイント「世界最薄ジャージ」を始めて日本開催となるラグビーワールドカップ2019で注目を集める。